# Xu Zhonglin
Xu Zhonglin (許仲琳;许仲琳) (fechas de nacimiento y defunción desconocidas, unos estudios indica que fue 1560--1630), nació en Nankín durante la dinastía Ming. 
Su obra más conocida es Fengshen Yanyi (封神演義;封神演义, "La creación de los dioses"), que se cree que escribió para la dote de su hija.
- Datos: Q3052283